# Heliconius miraculosa
Heliconius miraculosa är en fjärilsart som beskrevs av Kotzsch 1936. Heliconius miraculosa ingår i släktet Heliconius och familjen praktfjärilar. Inga underarter finns listade i Catalogue of Life.